# 邁普縣

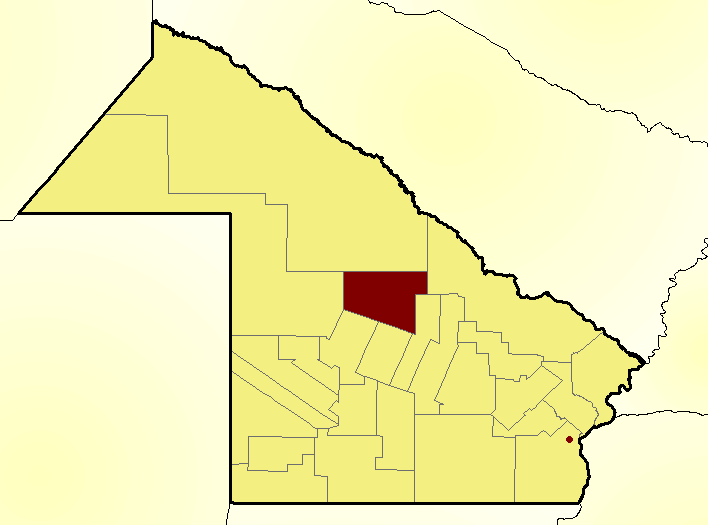

邁普縣（西班牙語：Departamento Maipú），是阿根廷的縣份，位於該國北部查科省，首府設於特雷斯伊斯萊塔斯，面積2,855平方公里，距離雷西斯滕西亞250公里，2010年人口25,288，人口密度每平方公里8.86人。